# Triumph Speed Four
 (avril 2021).
Si vous disposez d'ouvrages ou d'articles de référence ou si vous connaissez des sites web de qualité traitant du thème abordé ici, merci de compléter l'article en donnant les références utiles à sa vérifiabilité et en les liant à la section « Notes et références ».
La Speed Four est un roadster construit par la firme britannique Triumph.
La Speed Four apparaît en 2003. Elle reprend le moteur et la partie cycle de la TT600, auxquels elle ajoute les deux optiques issues de sa grande sœur, la Triumph Speed Triple. Elle a pour cible les best-sellers de sa catégorie, à savoir les 600 Hornet ou Fazer.
Comme la TT600, son moteur est un quatre cylindres en ligne, retravaillé par Cosworth et Lotus. Il est légèrement dégonflé pour une plus grande souplesse à bas régimes, mais développe néanmoins 98 chevaux au vilebrequin. Les arbres à cames et les pistons sont différents. À noter que le moteur issu de la TT600 est peint en noir.
Le cadre est de type périmétrique en aluminium. Côté freins, les deux disques avant de 310 mm de diamètre sont pincés par des étriers Nissin à quatre pistons, le disque arrière de 220 mm par un étrier double pistons.
Sur route, étant dérivée d'une sportive, elle garde une stabilité et un comportement très sains. En revanche, l'utilisation quotidienne ou urbaine, malgré ce que cette machine laisse penser, se révèle bien plus agréable que prévu et son confort est tout à fait appréciable jusqu'à des vitesses ne dépassant pas les 150 km/h ; au-delà, le confort disparaît. Le rayon de braquage est bien supérieur à ses concurrentes, l'ergonomie soignée, le confort en dessous de ce que proposent ses concurrentes.
Sa carrière commerciale prend fin en 2005.
Les différents coloris disponibles sont :
| Année | Couleurs    | Couleurs         | Couleurs           |
| ----- | ----------- | ---------------- | ------------------ |
| 2003  | - Jet Black | - Roulette Green | - Tangerine Orange |
| 2004  | - Jet Black | - Roulette Green | - Racing Yellow    |
| 2005  | - Jet Black | - Neon Blue      |                    |